# Yusif İmanov
Yusif İmanov (Agdam, 27 de septiembre de 2002) es un futbolista azerí que juega en la demarcación de portero para el Sabah FK de la Liga Premier de Azerbaiyán.

## Selección nacional
Tras jugar en las categorías inferiores de la selección, finalmente hizo su debut con la selección de fútbol de Azerbaiyán en un partido de clasificación para la Eurocopa 2024 contra Austria que finalizó con un resultado de 4-1 tras el gol de Emin Mahmudov para Azerbaiyán, y de Michael Gregoritsch, Christoph Baumgartner y un doblete de Marcel Sabitzer para Austria.

## Clubes
| Club     | País       | Año   | Partidos | Goles |
| -------- | ---------- | ----- | -------- | ----- |
| Sabah FK | Azerbaiyán | 2022- | 92       | 0     |

## Palmarés

### Títulos nacionales
| Título             | Club        | País       | Año  |
| ------------------ | ----------- | ---------- | ---- |
| Copa de Azerbaiyán | Sabah F. K. | Azerbaiyán | 2025 |